# جشنواره شینگن‌کو

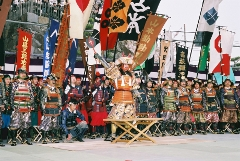
جشنواره شینگن‌کو

جشنواره شینگن‌کو (به ژاپنی: 信玄公祭り) مراسمی است که در شهر کوفو در استان یاماناشی در ژاپن برگزار می‌شود. این مراسم در روز ۱۲ آوریل یعنی در روز فوت تاکدا شینگن برگزار می شود. در این مراسم عده‌ای پیاده و عده‌ای با لباس ویژه و سوار بر اسب مسیرهای برگزاری مراسم را می‌پیمایند که نشانگر جامعهٔ سامورایی ژاپن از سال ۱۴۶۷ تا ۱۵۶۸ است و تماشاچیان را بیاد آن عصر می‌اندازد. در موقع اجرای مراسم موزیک ویژه ای نواخته می‌شود و بعضی به رقص سنتی می پردازند. عده ای معتقد هستند که تاکدا شینگن کشور را به صورت متحد درآورد و از نظر نظامی فرماندهی باهوش، مستعد و پرنفوذ بوده است. در این مراسم نیز تا حد زیادی به دنبال بیان همین موضوع هستند.